# أويران
الأويرَن (花魁، « الأزهار الأولى ») هن محظيات رفيعات المستوى في اليابان، ومشهورات خاصة خلال فترة إيدو. كنّ الشخصيات الرئيسية في « عالم الأزهار والصفصاف » (花柳界 karyūkai). وكانت المنازل التي يعشن فيها تسمى «البيوت الخضراء» (seirō). يتميزن عن المومسات العاديات بإتقانهن للفنون، وخاصة الرقص والغناء، وكان منهن من أصبحت مشهورة حتى خارج تلك الأحياء.

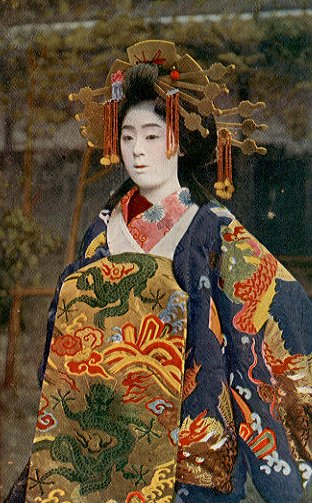
أويران.

كلا المصطلحين، أويران و تايو (太夫 / 大夫 'tayū')، استخدما غالبا بشكل عشوائي. في الواقع فإن مصطلح تايو هو أول مصطلح يستعمل لوصف المحظية ذو مستوى رفيع ويظهر أيضا الموهبة التي تمتلكها المعنية من رقص وغناء.
أما مصطلح أويران فقد ظهر في وقت لاحق، ويعني أيضًا مومسات رفيعات المستوى، ولكن دون أي معرفة خاصة بالرقص أو الغناء،

## أصل التسمية
يأتي مصطلح أويرن من التعبير الياباني oira no tokoro no nēsan (おいらの所の姉さん) وهذا يعني «أختي الكبرى». عندما تتم كتابتها بلغة الكانجي، فهي تتألف من رمزين (花魁)، الرمز الأول يعني «زهرة» والثاني يعني «الأول» أو «فوق الرأس». مبدئيا أعظم المحظيات من شارع يوشيوارا Yoshiwara بإيدو اتخذن هذا اللقب، ولكن تم تعميمه سريعا على كل المحظيات على حد سواء.

## تاريخ

### صعود المحظيات

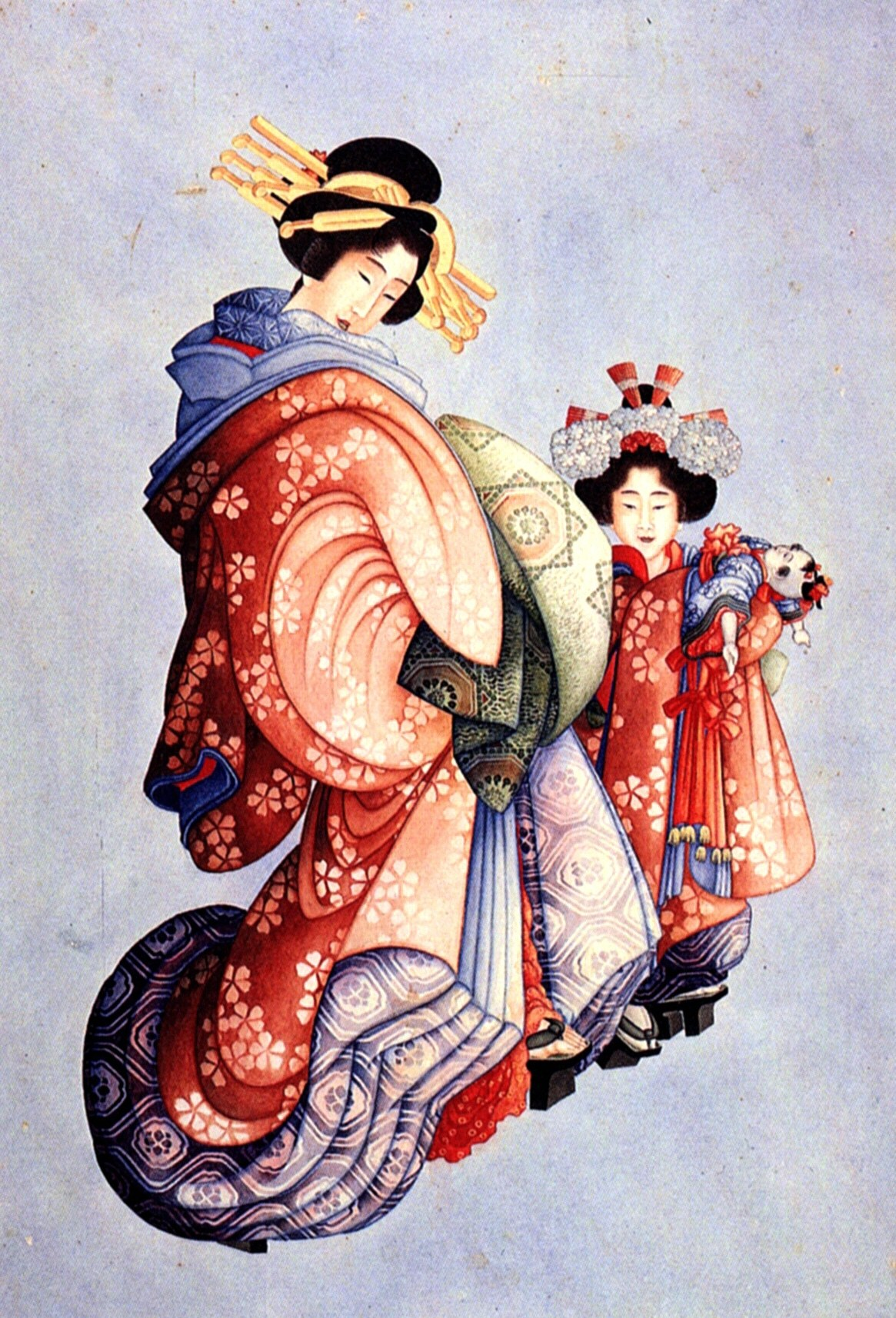
Oiran وkamuro التي كتبها كاتسوشيكا هوكوساي.

ظهرت ثقافة الأويران في بداية عهد إيدو (1603-1868)، حينها ألزمت القوانين الوجود الإجباري لبيوت الدعارة في أحياء الملذات أو يوكاكو (遊廓、遊郭 يوكاكو) فقط، والتي تقع بعيدا عن مراكز المدن. ولم يكن من المحتمل أن تغادر المحظيات هذه الأحياء، أما اللاتي حاولن الهرب فكان دائماً يُقبض عليهن ويعاقبن بشدة.
وكانت هذه الأحياء عديدة، ولكن الأكثر شهرة هي شيمبارا في كيوتو، شينماشي Shinmachi في أوساكا ويوشيوارا Yoshiwara في إيدو (الآن طوكيو). وسرعان ما أصبحت هذه الأحياء مدنًا كاملة، قادرة على تقديم جميع أنواع الترفيه، بما في ذلك الطعام الفاخر والمهرجانات والمواكب.

### الوضع الاجتماعي والرتبة

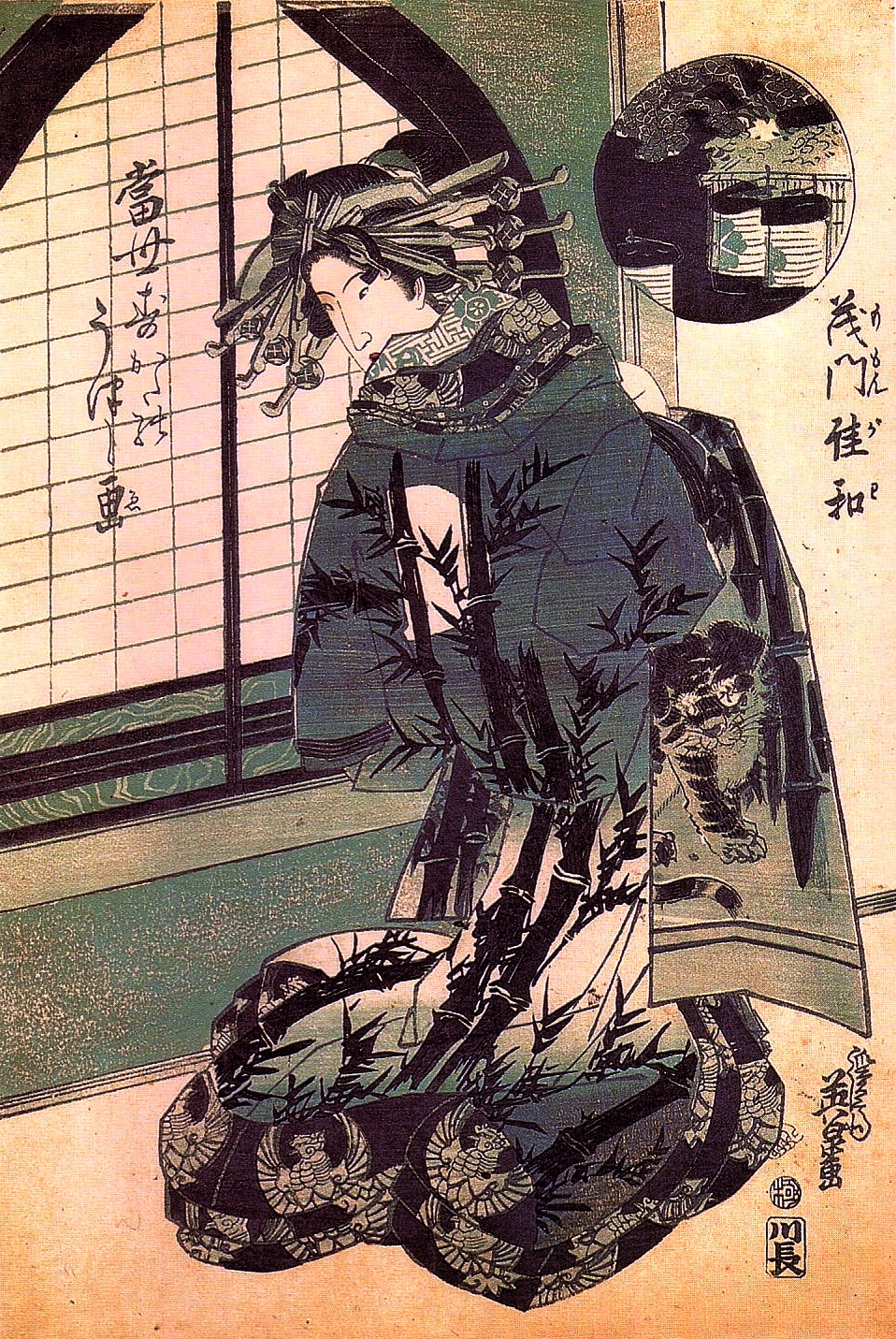
محظية لكيساي أيزن (حوالي 1820)

ابتداء من السادسة مساءا، يتم عرض المحظيات منخفضات المستوى وراء القضبان في الطابق الأرضي من المنزل، كموديل ونموذج على واجهة المحل. يتوقف الزبائن المحتملين أمام هذه واجهات المنازل لمشاهدة المحظيات واختيار واحدة. ووفقا لرتبة المحظية، تتم تسوية هذه القضية بسرعة.
يوجد تسلسل هرمي داخل الأحياء المحجوزة مع طقوسه وآدابه الخاصة، ليس كالذي يوجد خارجها. وهكذا، على سبيل المثال، يتم تقسيم المحظيات إلى ثماني مستويات. تستند أساسًا على جمالهم وشخصيتهم وتعليمهم ومهاراتهم الفنية، بدلاً من ميلادهم أو مكان ولادتهم.
بعكس اليوجو Yujo العاديات، اللاتي كانت خدماتهن جنسية بحتة، كانت الأويرن في المقام الأول فنانات يوفرن جميع أنواع الترفيه. وكان من المتوقع منهن أن يكن مثقفات للغاية في مجموعة واسعة من المجالات، بما في ذلك الرقص ومراسم الشاي، والإيكيبانا (فن تنسيق الأزهار) أو فن التخطيط؛ كما يتعلمن العزف على آلات الكوتو koto والشاكوهاشي shakuhachi والطبلة drum والشاميسن shamisen. وكان لإتقان آلة الشاميسن shamisen رصيد هام في هذا التعليم، مما ساعد على تفريق رتبتهم حسب درجة اتقانهم لواحدة من تلك الفنون.وليس فقط المواهب الموسيقية، ولكن هناك أيضا معرفة التكوين الأدبي والشعري، والقدرة على التلميح والبلاغة والمجاز أو اختيار كلمات مأثرة على الزبون كانت ضرورية للمحظية أو التايو.
وكانت أعلى رتبة للمحظية هي رتبة تايو tayū (太夫)، تليها رتبة كوشي kōshi (格子) ). تتلقى التايو تدريب سيدة كبيرة مثقفة، وتتحدث معها الكامورو الخاصة بها بلغة الاحترام البالغ. كن يسافرن في طاقم كالأمراء، وكان من السهل الخلط بينهن وبين سيدة من طبقة النبلاء. كانت البيوت المغلقة التي عاشوا فيها مزينة بجداريات مطلية بأسلوب كانو.
في رأس الهرم، لا توجد أي علاقة بين التايو والزبون قبل زيارته الثالثة المكلفة جدا كزيارتيه الأولتين تماما. كانت لديهم أيضًا مكانة وهبة كافية لرفض الزبائن الغير مرغوب فيهم. تنعكس مكانتهم العالية في سعر خدماتهن فعلى سبيل المثال: أمسية برفقة تايو tayū تكلف بين ريو ryō واحد أوثلاثة، والتي تعتبر الراتب السنوي لبائع بسيط.
في عام 1761، أنهت آخر تايو من يوشيوارا مسيرتها، واختف معها تقسيم التايو والكوشي في هذه المقاطعة. ثم أصبح مصطلح الأويرن وسيلة للتحدث بأدب ولباقة مع المحظيات المتبقيات.

### الإنحطاط

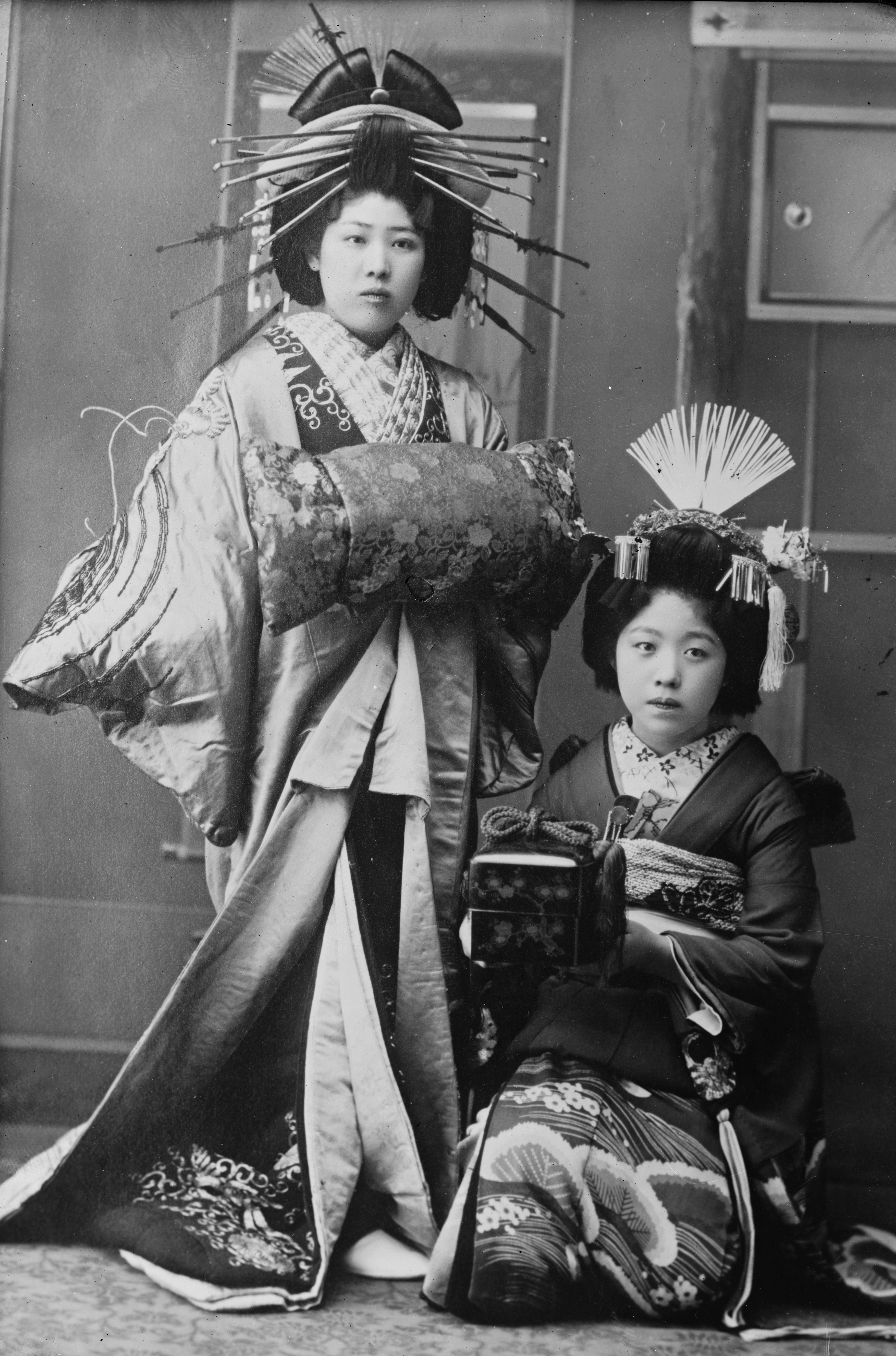
أويران وكامورو. 1920.

جمّدت عزلة أحياء المتعة طقوس الأويرن وأبعدتهم عن تطور المجتمع الياباني العادي. فآداب السلوك الصارمة التي تحكم السلوك، واستخدام اللغة المحكمة المتحفظة بدلاً من اللغة اليومية، جعلت أحياء المتعة وسكانها عالمًا آخر. حيث تم رفض العملاء العاديين على نحو متزايد، واقتصر عملهم على العملاء الموصى بهم من قِبل بعض منازل الشاي فقط وبموعد محدد أيضا، مما زاد من التكلفة وتأخر مصالح الزبائن. في حين أصبحت تسريحات الشعر وملابس اليابانيين العاديين أكثر بساطة، فقد واصلت الأويرن ارتداء المزيد من الملابس الفاخرة، مع تسريحات شعر تضم ما يصل إلى ثمانية دبابيس شعر كبيرة، والعديد من طبقات الكيمونو المزينة مع بداية عصر إيدو. حيث كان الترفيه الذي يقدمنه ينتمي لترفيه الأجيال الأولى ، نظرا للتباعد بين الحياة اليومية لليابانيين والزبائن والحياة التي تعيشها الأويرن داخل منازلهم المغلقة، ما نتج عنه انخفاض كبير في عدد الزبائن.
رافق صعود الجيشا انحطاط الأويرن. حيث كانت الجيشا في الأساس فنانات يقصد منهن تكملة الأويرن، وكانت ملابسهن وتسريحاتهن أكثر تحفظًا لعدم أخذ الأنظار عن الأويرن. حيث جعلهن اعتدالهن المتحفظ وغير المبالغ فيه أكثر جمالا ودعة، وكان الترفيه الذي يعرضنه أيضًا أقرب إلى أذواق اليابانيين العاديين. والأهم من ذلك، أنهن كن أرخص من الأويرن. وفي نهاية القرن التاسع عشر، حلّت الجيشا محل الأويران كرفقة مفضلة لليابانيين الأغنياء والبسطاء على حد سواء.
واصلت بعض الأويرن استقبال الزبائن في الأحياء القديمة للمتعة، ولكنهن لم يعدن المرجع في الموضة والترفيه في ذلك الوقت، فخلال الحرب العالمية الثانية، عانت المحظيات من القيود الكثيرة وترفهن أصبح ينظر إليه بسوء من طرف معظم اليابانيين. وفي عام 1958 وضعت قوانين جديدة ضد الدعارة حدا لثقافتهم.

## الأيوران في الوقت الحاضر
في الوقت الحاضر، لا زال هناك بعض فتيات التايو يوفرن خدمات الترفيه مماثلة لخدمات الغيشا geishas، ودون خدمات جنسية. ومع ذلك، هناك حاليا أقل من خمسة، في حين أن هناك ثلاثمائة غيشا في كيوتو. موجودون في شارع شيمبارا على الرغم من أن هذه المقاطعة فقدت مكانة الهاناماشي الخاصة بها في نهاية القرن العشرين. بسبب انحطاط التايو. ومع ذلك، لا يزال شارع شيمبارا معترفًا به كمنطقة للمتعة من قِبل البعض، لأن التايو والجيشا لازلن يعملن هناك. القليل من النساء اللاتي مازلن يمارسن فنون التايو يفعلن ذلك في المقام الأول للحفاظ على تراثهن الثقافي.

## الكامورو
غالبًا ما كان لدى المحظيات رفيعات المستوى واحدة أو اثنتين من المتدربات، يُدعون «كامورو»، والتي ترافقانها وتخدمانها في مقابل التدريب المقدم لهما، تلبسهما المحظية وفقًا لأذواقها. وغالبًا ما يتم التعرف على الكامورو بسهولة على المطبوعات فترتدي كلاهما نفس الكيمونو عدا ذلك تلاحظ عليهما نفس حزام الكيمونو (الأوبي) الأمامية كالتي عند المحظية.

## ميزة اللباس
ترتدي الأويرن أزياء ملفتة للنظر للغاية؛ فساتين مطرزة بألوان زاهية وتسريحات شعر متباينة ومزينة بالعديد من دبابيس الشعر البرتقالية الكبيرة. كما يربطون حزام الكيمونو (الأوبي) للأمام ويلبسون صندلات غيتا سوداء عالية جدا.

## موكب المحظيات (أويران دوشو)

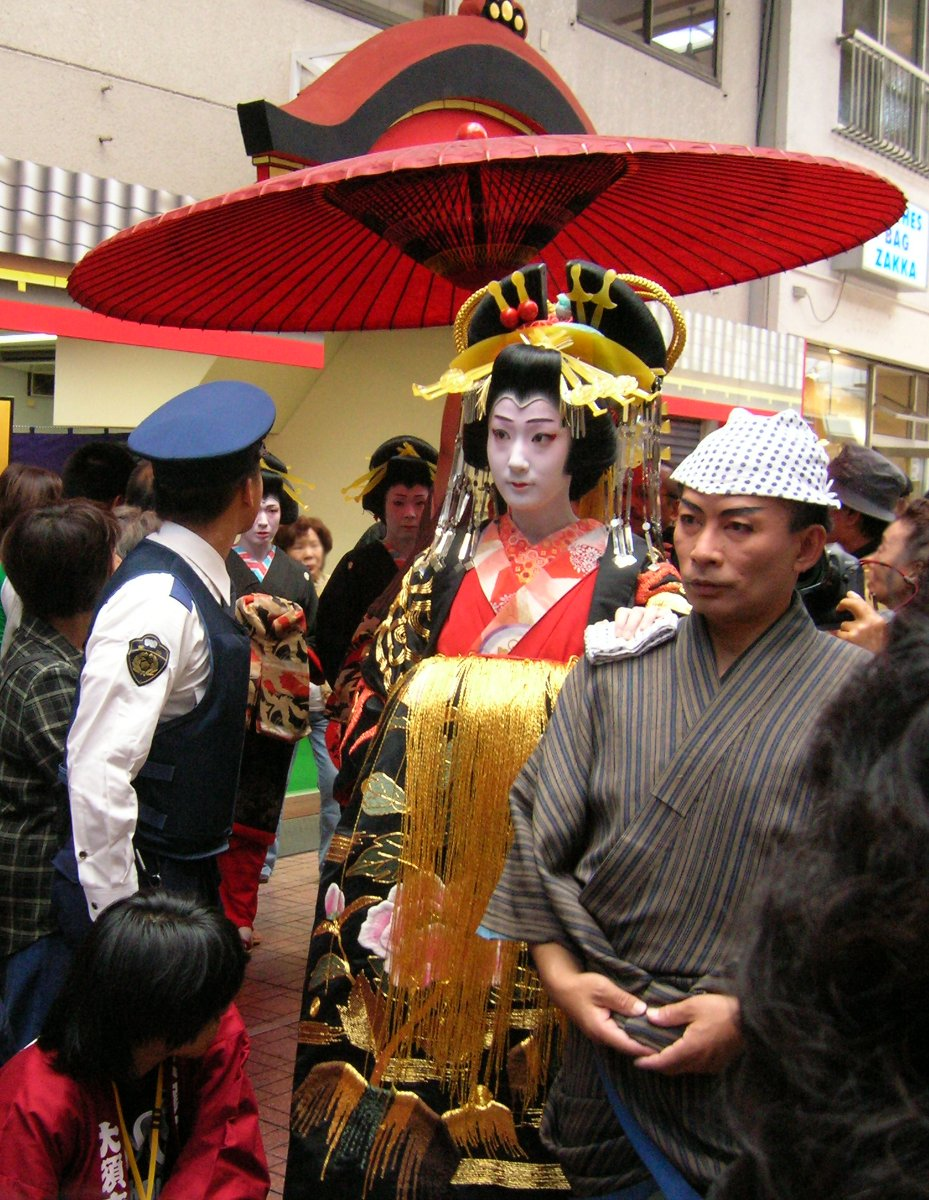
أويران دوشو في ناغويا عام 2008.

يقام في العديد من مدن اليابان كل عام موكب من المحظيات رفيعات المستوى، Oiran Dōchū (花魁道中) أو ببساطة دوشو Dōchū. ترتدي المحظيات فيه الكيمونو والأوبي الملونة بشكل كبير والوجه الملون بمسحوق أبيض (أوشيروي أوشيروي)، وبرفقة كامورو kamuro الخاصة بها، ثم يسرن بخطى بطيئة عبر المدينة.
تتم متابعة هذه المواكب عن كثب، لأن الملابس الجديدة في هذه المناسبة من قبل الأويران و التايو تساعد في تحديد الموضة اليابانية.
هناك مهرجان للحي يقام في معبد Ōsu Kannon في ناغويا في أوائل شهر أكتوبر، ويمثل موكب المحظيات بين دكاكين المعبد أبرز نقطة في يومي المهرجان. حيث يتجمع الآلاف من المتفرجين لتصوير الأويران والوفد المرافق لهن من الكامورو (تمثلهم فتيات يرتدين كيمونو أحمر، وجوههن مطلية باللون الأبيض، وشعرهن يسقط مثل فتيات الميكو).
يوجد أيضًا موكب للأويران دوشو في شيناغاوا Shinagawa، بين Minami-Shinagawa و Aomono-Yokochō، في شهر سبتمبر.

## المذكرات والمراجع

### مقالات ذات صلة
- الجيشا
- الدعارة في اليابان

### قائمة المراجع
- Fukumoto Hideko ، Geishas and Prostitutes ، Small Vehicle Edition، Plato's Tunnel Collection (2005) (ردمك 2-84273-299-5)
- (بالإنجليزية) أبيندر، بول (محرر))، The Women of the Pleasure Quarter: اللوحات اليابانية والمطبوعات من العالم الجديد العائم : مطبعة هدسون هيلز (1995). 47-66.
- (بالإنجليزية) دالبي، ليزا Crihfield، والمحظية الراقصة: ريال مدريد المرأة الربع متعة
- (بالإنجليزية) Debecker، JE، مدينة Nightless أو التاريخ من Yoshiwara Yukwaku (1971)
- (بالإنجليزية) Hickey ، Gary ، Beauty and Desire في Edo Period Japan . نيويورك: معرض أستراليا الوطني (1998)
- (بالإنجليزية) لونغستريت، ستيفن وإيثيل، يوشيهوارا: أماكن الترفيه في طوكيو القديمة (1970)
- (بالإنجليزية) الجاودار، سيسيليا زقعوا، Yoshiwara: والتألق العالمي للالمحظية اليابانية. مطبعة جامعة هاواي (1993)
- (بالإنجليزية) سوينتون، إليزابيث ساباتو، تأملات في العالم العائم